# A Division 1974-1975 (Irlanda)
La stagione 1974-1975 è stata la cinquantaquattresima edizione della League of Ireland, massimo livello del calcio irlandese.

## Classifica finale
|  | Pos. | Squadra         | Pt | G  | V  | N  | P  | GF | GS | DR  |
|  | ---- | --------------- | -- | -- | -- | -- | -- | -- | -- | --- |
|  | 1.   | Bohemians       | 42 | 26 | 18 | 6  | 2  | 36 | 12 | +24 |
|  | 2.   | Athlone Town    | 33 | 26 | 13 | 7  | 6  | 45 | 32 | +13 |
|  | 3.   | Finn Harps      | 30 | 26 | 10 | 10 | 6  | 59 | 50 | +9  |
|  | 4.   | Cork Hibernians | 29 | 26 | 10 | 9  | 7  | 42 | 25 | +17 |
|  | 5.   | Dundalk         | 28 | 26 | 10 | 8  | 8  | 37 | 36 | +1  |
|  | 6.   | Waterford       | 27 | 26 | 10 | 7  | 9  | 48 | 46 | +1  |
|  | 7.   | Cork Celtic     | 26 | 26 | 8  | 10 | 8  | 43 | 44 | -1  |
|  | 8.   | Shamrock Rovers | 25 | 26 | 10 | 5  | 11 | 32 | 37 | -5  |
|  | 9.   | Drogheda        | 24 | 26 | 6  | 12 | 8  | 32 | 37 | -5  |
|  | 10.  | St Patrick's    | 23 | 26 | 8  | 7  | 11 | 30 | 37 | -7  |
|  | 11.  | Home Farm       | 20 | 26 | 7  | 6  | 13 | 31 | 44 | -13 |
|  | 12.  | Limerick        | 20 | 26 | 7  | 6  | 13 | 28 | 46 | -18 |
|  | 13.  | Shelbourne      | 19 | 26 | 6  | 7  | 13 | 33 | 38 | -5  |
|  | 14.  | Sligo Rovers    | 18 | 26 | 7  | 4  | 15 | 27 | 46 | -19 |

Legenda:

         Campione d'Irlanda 1974-1975 e qualificata in Coppa dei Campioni 1975-1976
         Vincitrice della FAI Cup e qualificata in Coppa delle Coppe 1975-1976
         Qualificate in Coppa UEFA 1975-1976
Note:
Due punti a vittoria, uno a pareggio, zero a sconfitta.

## Statistiche

### Primati stagionali
| Record - Maggior numero di vittorie: Bohemians (18) - Minor numero di sconfitte: Bohemians (2) - Miglior attacco: Finn Harps (59) - Miglior difesa: Bohemians (12) - Miglior media gol: Bohemians (+24) - Maggior numero di pareggi: Drogheda (12) - Minor numero di vittorie: Drogheda e Shelbourne (6) - Maggior numero di sconfitte: Sligo Rovers (15) - Peggiore attacco: Sligo Rovers (27) - Peggior difesa: Finn Harps (50) - Peggior differenza reti: Sligo Rovers (-18) |